# Primární vzdělávání

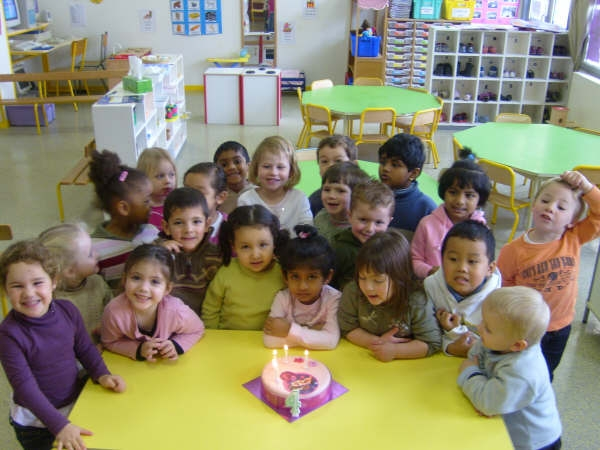
Žáci 1. stupně základní školy.

Primární vzdělávání je první část formálního vzdělávání, která je v České republice realizována 1. stupněm základní školy, jeho výsledek je označován jako základní vzdělání a odpovídá 1. stupni v mezinárodní klasifikaci ISCED (začíná mezi 5. až 7. rokem dítěte). Primární vzdělávání je začátek povinné školní docházky. Cílem primárního vzdělávání je podle ISCED naučit číst, psát a počítat a položit solidní základ pro další vzdělávání. Předstupněm primárního vzdělávání je předškolní vzdělávání (jesle, mateřská škola), po něm následuje sekundární vzdělávání. 
Podle UNICEF má poskytnutí základního vzdělání mnoho pozitivních efektů: snižuje chudobu, snižuje dětskou úmrtnost, posiluje rovnost pohlaví, zvyšuje porozumění a ochranu přírody. Od roku 1989 je vzdělání považováno za základní lidské právo dítěte; Článek 28 Úmluvy o právech dítěte stanoví, že základní vzdělávání by mělo být bezplatné a povinné, zatímco různé formy sekundárního vzdělávání, včetně všeobecného a odborného vzdělávání, by měly být dostupné a přístupné každému dítěti.

## Charakteristika
Primární vzdělání je v České republice poskytováno na základních školách, kde děti zůstanou v nepřítomnosti rodičů nebo jiných rušících faktorů, v rovnoměrně postupujících třídách. Na 1. stupni primárního vzdělávání se žáci obvykle učí ve třídách s jedním učitelem, který je odpovědný za jejich vzdělání a prospěch v daném roce. Tomuto učiteli mohou v různých třídách asistovat specializovaní učitelé určitých předmětů jako hudební nauka nebo tělesná výchova. Na 2. stupni mají různé předměty různé učitele s příslušnou aprobací. Obecným cílem základní školy je poskytovat žákům takové základy všeobecného vzdělání, které je připraví pro vstup do různých typů středních škol.
Důležitým aspektem primárního vzdělávacího systému je kontinuální výuka jedním učitelem a možnost utvoření blízkých vztahů s ostatními žáky. Hlavním cílem primárního vzdělání je dosažení základní gramotnosti (umět číst a psát) a znalosti počtů u všech žáků, stejně jako načrtnutí základů vědy, zeměpisu, historie a jiných společenských věd. Po dokončení primárního vzdělání pokračuje výuka sekundárním vzděláním.

### Nedostatky
Více než 100 milionů dětí na světě – většinou v rozvojových zemích nemá k základnímu vzdělání přístup. Příčinou je nedostatek škol, učitelů a chudoba – rodina buď nemá na školné nebo potřebuje dětskou práci pro vlastní obživu. V takovém případě často pošle do školy jen některé děti, většinou syny. Proto bylo jedním z Rozvojových cílů tisíciletí zajistit základní vzdělání pro všechny dívky i chlapce do roku 2015.